# Heltermaa
Heltermaa, rusky Хелтермаа, je přístavní vesnice na ostrově Hiiumaa v Baltském moři v kraji Hiiumaa v Estonsku.

## Základní informace
Heltermaa byla až do správní reformy Estonska v roce 2017 součástí zaniklé obce Pühalepa. Místo bylo poprvé písemně zmíněno v roce 1620 jako Heltermeck. a v roce 1688 se obec jmenovala Helterma. Původ názvu je nejasný. V roce byl 1860 vybudován přístav Heltermaa (Heltermaa sadam), který zajišťuje trajektové spojení mezi ostrovem Hiiumaa a přístavem Rohuküla na estonské pevnině. Páteří obce je silnice č. 80 Heltermaa – Kärdla – Luidja.

## Vývoj počtu obyvatel
Podle:
| Počet obyvatel | Rok  |
| 77             | 1979 |
| 57             | 1989 |
| 43             | 2000 |
| 40             | 2011 |
| 38             | 2019 |
| 29             | 2021 |

## Další informace
V Heltermaa se také nachází hotel, restaurace, majáky, meteorologická stanice, větrný mlýn Mägi, bronzová plastika Stařec a koza (Vanamees ja kits), turistická trasa Heltermaa-Ristna-Sarve haru aj.

## Galerie

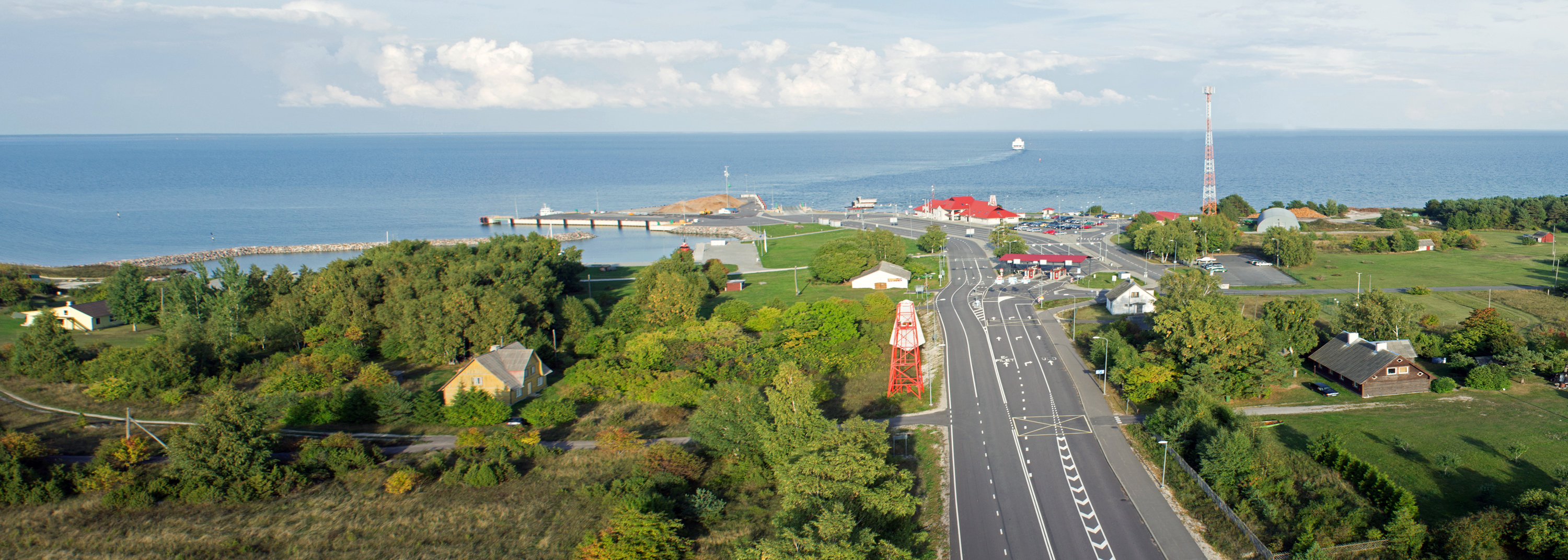
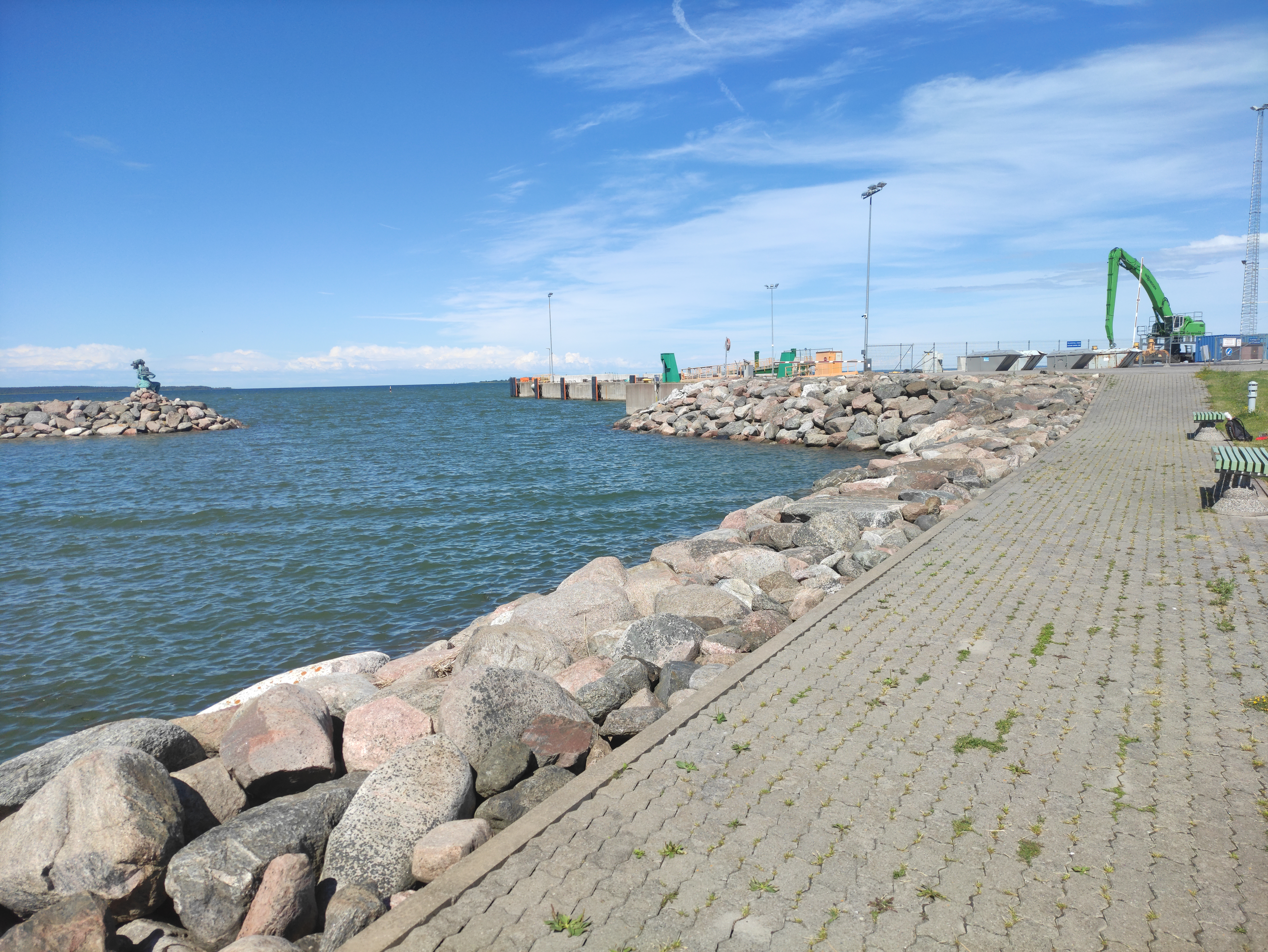
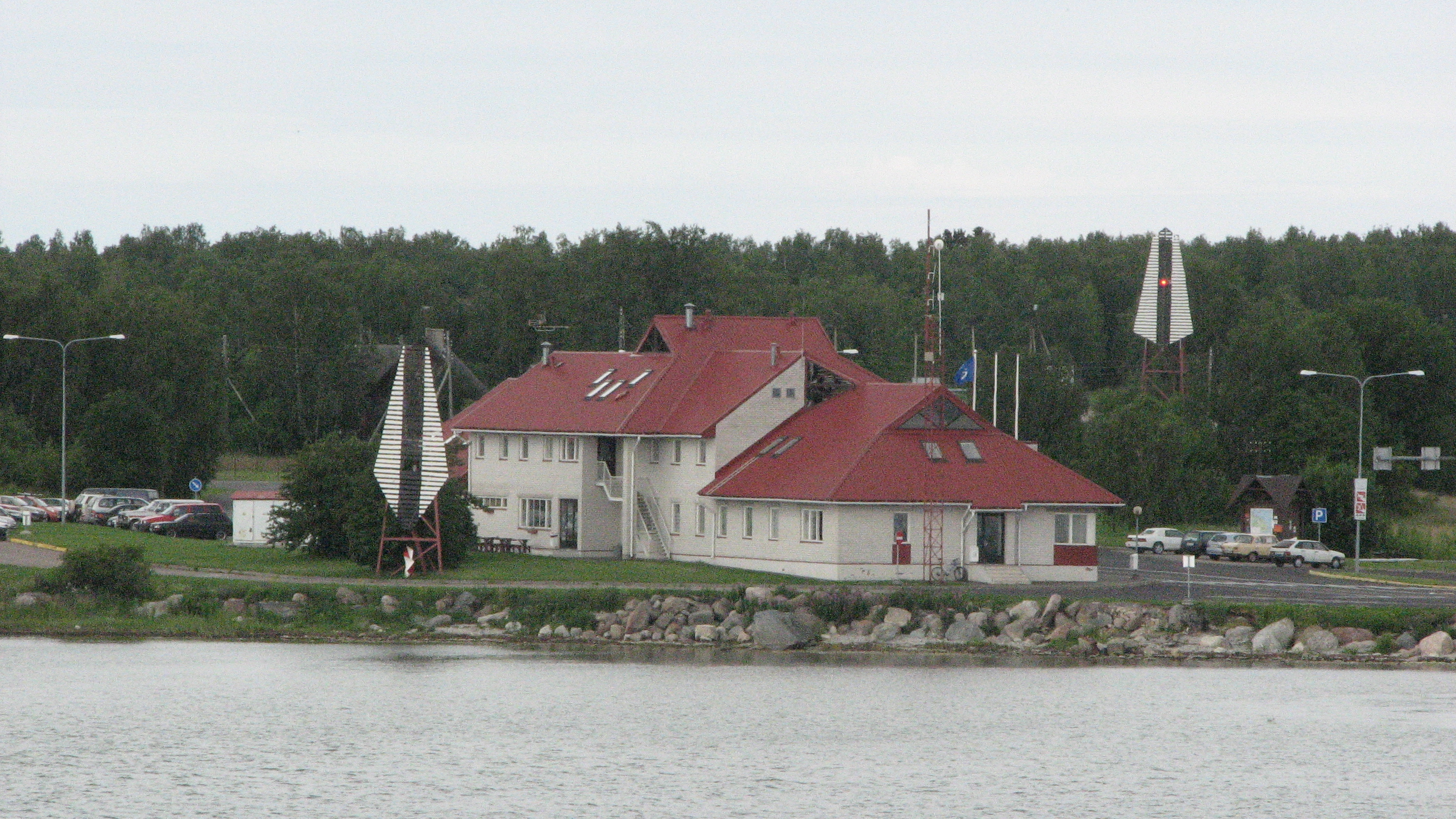
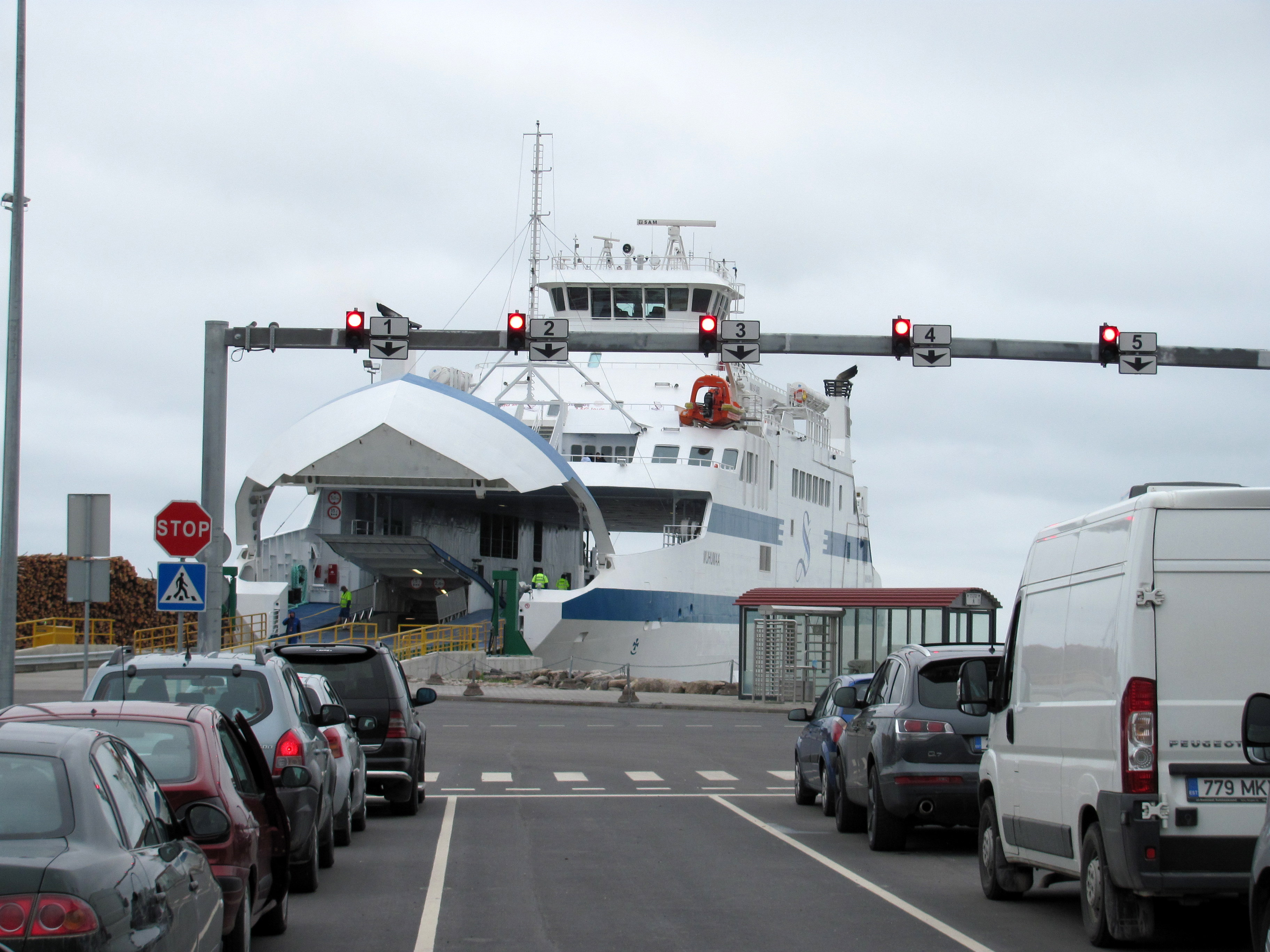